# Vedeno
Vedeno (Russisch: Ведено, Tsjetsjeens: Ведана; Vedana) is de hoofdplaats van het district Vedenski in het zuidoosten van de Russische autonome republiek Tsjetsjenië op 55 kilometer ten zuidoosten van Grozny. 
De plaats heeft 11.512 inwoners (2004), waarvan 3735 mannen, 1525 nog niet schoolgaande kinderen, 1604 schoolgaande kinderen en 4648 vrouwen. Volgens de volkstelling van 2002 woonden er echter slechts 1469 mensen.
Het wordt beschouwd als de thuisbasis van de rebellen die strijden voor een onafhankelijk Tsjetsjenië (Itsjkerië) en ligt iets ten westen van de geboorteplaats Dysjne-Vedeno van de Tsjetsjeense islamistische rebellenleider Sjamil Basajev. Ook was Vedeno het laatste standpunt van Imam Sjamil tijdens de Kaukasusoorlog in de 19e eeuw. Het wordt beschouwd als een van de meest gevaarlijke gebieden van Tsjetsjenië.